# Haus Schattwald
Das Haus Schattwald ist eine Schutzhütte der Sektion Geislingen/Steige des Deutschen Alpenvereins (DAV). Sie liegt in den Allgäuer Alpen in Österreich. Es handelt sich um eine Selbstversorgerhütte ohne Bewirtschaftung.

## Geschichte
Die Sektion Geislingen/Steige wurde am 17. Februar 1925 in Geislingen an der Steige als Sektion Geislingen/Steige des Deutschen und Österreichischen Alpenvereins (DuOeAV) gegründet. Das Haus Schattwald wurde von der Sektion Geislingen im Jahr 1964 erworben. 1995 brannte das Haus teilweise nieder. Ab 1998 konnte das Haus wieder benutzt werden.

## Lage
Das Haus befindet sich im Tannheimer Tal an der Vils im Ortsteil Fricken der österreichischen Gemeinde Schattwald. Schattwald liegt in den Allgäuer Alpen östlich des nach Bad Hindelang (Bayern) führenden Oberjochpasses und etwas östlich der Grenze zu Deutschland.

## Anreise
- Es existiert ein Parkplatz am Haus.

## Hütten in der Nähe
- Bad Kissinger Hütte, (1788 m ü. NHN), bewirtschaftete Hütte, Allgäuer Alpen.
- Jugendbildungsstätte Hindelang der JDAV, (870 m ü. NHN), bewirtschaftete Hütte, Allgäuer Alpen.
- Haus Alpina, DAV-Vertragshaus, Allgäuer Alpen.
- Landsberger Hütte, (1810 m ü. NHN), bewirtschaftete Hütte, Allgäuer Alpen.
- Edenalpe, (1672 m ü. NHN), Alpe bewirtschaftet, Allgäuer Alpen.[2]

## Tourenmöglichkeiten
- Dreigestirn über Schattwald (Tannheimer Tal), Bergtour, Allgäuer Alpen, 14 km, 7 Std.
- Talrunde Tannheimer Tal, Wanderung, Tannheimer Tal, 18,7 km, 5 Std.[3]

## Klettermöglichkeiten
- Klettern im Tannheimer Tal[4]

## Wintersport
- Von Schattwald auf den Ponten, Skitour, Tannheimer Tal, 8,8 km, 3,2 Std.
- Schönkahler von Schattwald aus, Schneeschuh, Allgäuer Alpen, 10,5 km, 5 Std.[5]

## Karten
- Alpenvereinskarte BY5, Tannheimer Berge, Köllenspitze, Gaishorn: Topographische Karte mit Wegmarkierungen, Ski- und Schneeschuhrouten. Wegmarkierung, Ski- und Schneeschuhrouten, Landkarte – Gefaltete Karte. ISBN 978-3937530451